# 荀凤栖
荀凤栖（1953年2月—），男，汉族，河北广宗人，中华人民共和国政治人物。

## 生平
中央党校研究生院政治经济学专业毕业。1969年4月参加工作，1972年11月加入中国共产党。
1997年12月，任中共河北省邢台市委书记。
1998年12月，任中共吉林省四平市委书记。2000年12月，任中共吉林省委宣传部常务副部长（正厅长级）。2001年7月，任中共吉林省委副秘书长兼办公厅主任。2007年5月，任中共吉林省委常委、省委宣传部部长。2012年5月，任吉林省文化体制改革和文化产业发展工作领导小组组长。2013年1月，当选吉林省人大常委会副主任。2013年，当选第十二届全国人民代表大会吉林地区代表。2016年1月，卸任吉林省人大常委会副主任职务。